# Guidi di Bagno

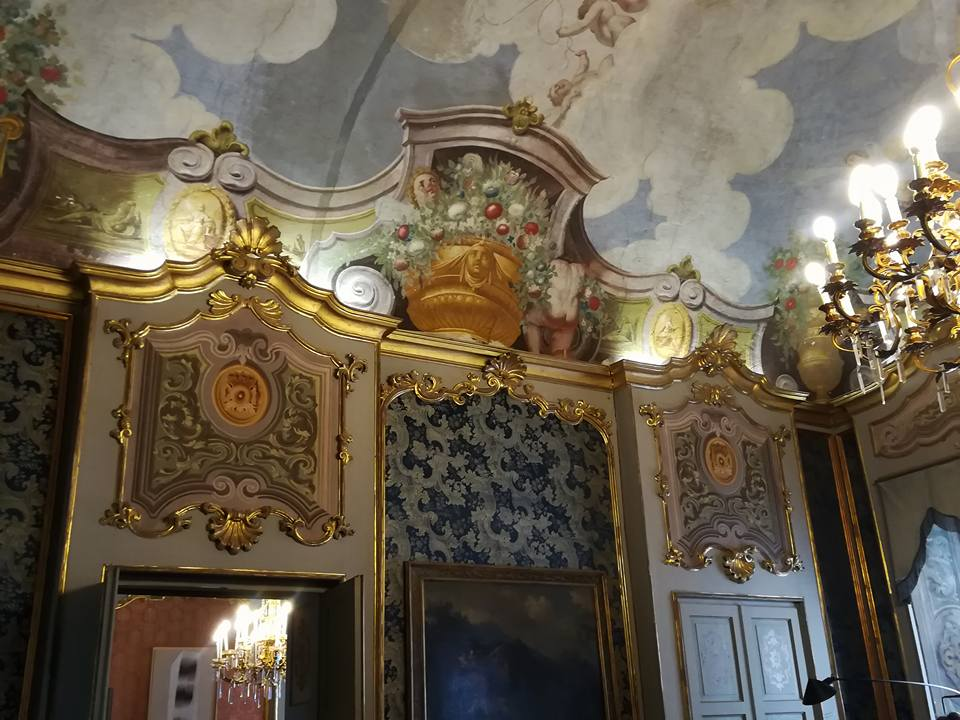
Mantova, interno del Palazzo Guidi di Bagno.

Guidi di Bagno è un'antica nobile famiglia originaria della Germania, che si trapiantò prima in Romagna (Bagno di Romagna) e quindi a Mantova nel XIV secolo.

## Storia
Il ramo della famiglia trae origine da Ricciardo dei conti Guidi di Bagno che sposò Filippa Gonzaga, nipote di Feltrino Gonzaga.

## Esponenti illustri

### Linea di Mantova
- Guido Guidi di Ricciardo (?-1431), al servizio dei Gonzaga di Mantova.[2] Detto "Guidone". Ottenne per decreto nel 1422 la cittadinanza mantovana per sé e per i suoi discendenti;
- Guido II Guidi di Bagno (?-dopo 1485), condottiero e diplomatico;
- Roberto Guidi di Bagno (?-1495), cavaliere al servizio della Francia, perito nella Battaglia di Fornovo del 1495;[2]
- Ludovico Guidi di Bagno (?-1527), vicario del cardinale Ercole Gonzaga;[2]
- Giulio Guidi (XVII secolo), nominato marchese da Maria Gonzaga;
- Francesco Guidi di Bagno (XVII secolo), governatore del Monferrato;[2]
- Antonio Guidi di Bagno (1683-1761), vescovo di Mantova dal 1719 al 1761, che restaurò la facciata del Duomo di Mantova abbellendola di marmi;[3]
- Giovanni Francesco Guidi di Bagno-Talenti (1720-1799), patriarca;
- Giulia Guidi di Bagno (1820-1903), consorte del Conte Carlo Sparavieri, ispiratrice del romanzo "La Pensierosa" di Olga Visentini
- Galeazzo Guidi di Bagno (1825-1893), politico e senatore del Regno d'Italia;[4]
- Alessandro Guidi di Bagno (1833-1912), politico;
- Giuseppe Guidi di Bagno (1874-1938), figlio di Galeazzo, fu politico e senatore del Regno d'Italia;[5]

### Linea di Montebello
- Giovan Francesco da Bagno (?-1569), condottiero, signore di Gatteo;[6]
- Gianfrancesco Guidi di Bagno (1578-1641), cardinale;
- Nicolò Guidi di Bagno (1583-1663), cardinale.

## Edifici di proprietà
- Palazzo Guidi di Bagno, Mantova, sede della Prefettura[7]
- Villa di Bagno, Porto Mantovano, del 1841
- [8]Castello di Montebello, Poggio Torriana, Rimini